# Leoni guardiani cinesi

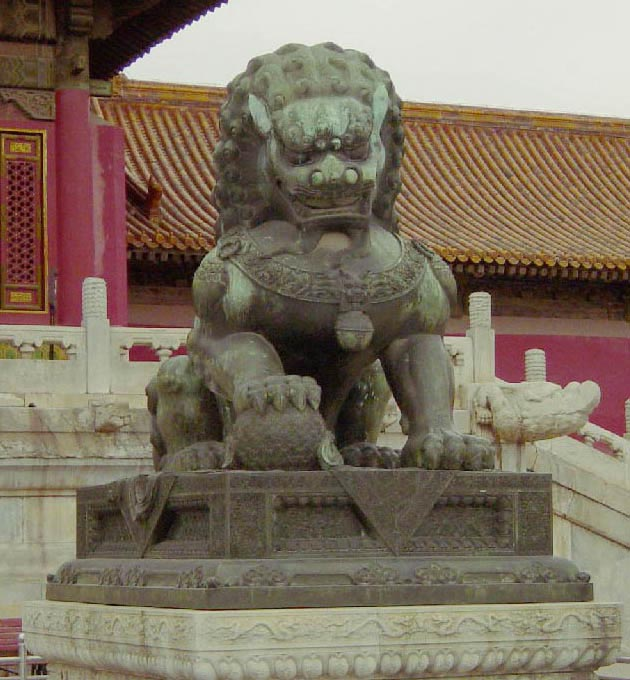
Leone Guardiano "Stile Ming" nella Città Proibita.

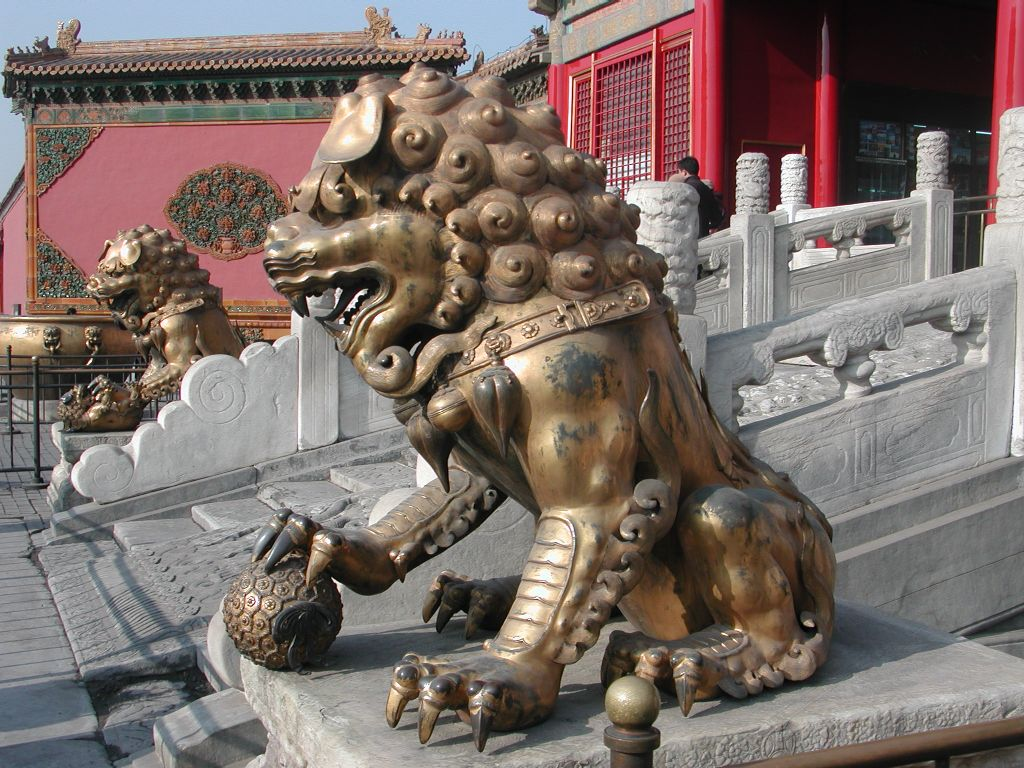
Leone Guardiano "Stile Qing" nella Città Proibita.

I c.d. "Leoni guardiani cinesi" o "Leoni guardiani imperiali" sono un ornamento architettonico tipico della tradizione cinese. Tipicamente realizzati in pietra, sono anche noti come "Leoni di pietra" o "Shishi". In lingua inglese sono anche chiamati "Cani Leone" o "Cani Foo"/"Cani Fu". Si tratta di uno stilema decorativo nato nell'ambiente del buddhismo cinese con intento apotropaico: i leoni (grandemente stilizzati nella forma), spesso uno maschio con un globo tra gli artigli e l'altro femmina con un cucciolo, dovevano proteggere l'edificio di cui erano posti a difesa sia da influenze spirituali dannose sia da persone malintenzionate. Utilizzati nei palazzi e nelle tombe imperiali cinesi, i leoni si diffusero successivamente in altre parti dell'Asia: Giappone (vedi komainu), Corea, Tibet, Tailandia, Birmania, Vietnam, Sri Lanka, Nepal, Cambogia, Laos, Taiwan e Singapore.

## Descrizione
Le statue dei leoni guardiani si sono tradizionalmente poste di fronte ai palazzi degli imperatori cinesi ed alle loro tombe, ai templi ed ai palazzi degli alti ufficiali/nobili quale potente simbolo apotropaico. Come stilema, figurano anche in altre forme d'arte: sui battenti delle porte e sulle ceramiche. I leoni guardiani sono oggi elementi decorativi comuni agli ingressi di ristoranti, hotel, supermercati e altre strutture, posti sempre l'uno a sinistra e l'altro a destra dell'ingresso, in Cina e ovunque nel mondo il popolo cinese si è stabilito nel corso dei secoli (specialmente nelle "Chinatown" locali).
I leoni sono generalmente rappresentati in una coppia che dovrebbe consistere di un maschio con una sfera intagliata tra gli artigli (a simboleggiare il dominio dell'imperatore sul globo terracqueo) e una femmina che trattiene un cucciolo giocoso supino sotto di lei (a simboleggiare il nutrimento).

## Etimologia
I leoni guardiani sono indicati in vari modi a seconda della lingua e del contesto. In cinese sono tradizionalmente chiamati semplicemente shi (獅T), dalla parola di lingua persiana ser. I leoni infatti, non endemici della Cina, vi vennero portati quali doni da emissari persiani alla corte degli Han e già nel VI secolo erano utilizzati come figure apotropaiche. Oggi i leoni guardiani sono più comunemente indicati facendo riferimento al materiale che li compone, ad esempio: 
- Leone di pietra (石獅T) per una scultura in pietra; o
- Leone di bronzo (銅獅T) per una scultura in bronzo.

Meno comunemente: 
- Leone di buon auspicio (瑞獅T) riferito al Leone delle nevi della mitologia tibetana.

### Nelle altre culture asiatiche

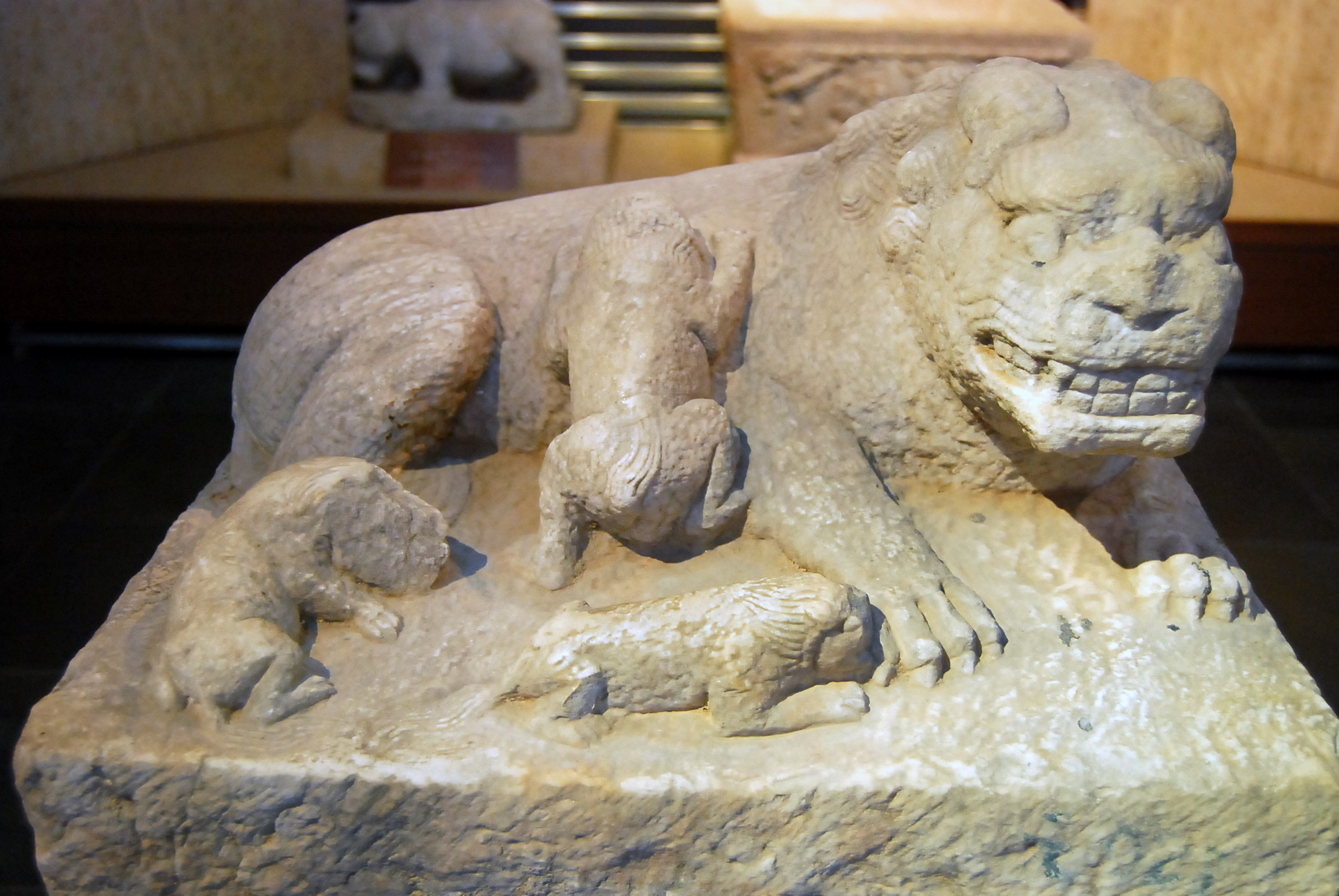
Leonessa con cuccioli della dinastia Yuan (arte mongola) scoperti all'interno delle mura della città di Pechino.

- In Giappone il leone guardiano è noto come Shishi (獅子, leone) o Komainu (狛犬, cani-leone). 
  - A Okinawa è noto come Shisa.
- In Corea è noto come Haetae.
- In Myanmar, Laos e Cambogia è noto come Chinthe e diede il nome ai soldati Chindit della Seconda Guerra Mondiale.
- In Cambogia è generalmente noto anche come Singha ( សឹង្ហ  ).
- Nello Sri Lanka è noto come Simha ( සිංහ මූර්ති  ).
- In Thailandia è noto come Singha o s̄ingh̄̒ ( สิงห์  ).
- In Tibet è noto come un Leone delle nevi o Gangs-seng-ge (གངས་སེང་གེ་).
- In Vietnam è noto come Sư tử đá.

### Nomi occidentali
In inglese e in diverse lingue occidentali, i leoni guardiani sono spesso indicati con una moltitudine di nomi quali: "Cani Fu", "Cani Foo", "Leoni Fu", "Leoni Fo" e "Cani-Leone". Il termine " Fo " o " Fu " può essere traslitterazione delle parole 佛 (pinyin) o 福 (pinyin), che significa rispettivamente "Buddha" o "Prosperità" in cinese. Tuttavia, i riferimenti cinesi ai leoni guardiani raramente hanno il prefisso 佛 o 福 e, cosa più importante, non vengono mai definiti "Cani".
Il riferimento ai leoni guardiani come cani nelle culture occidentali potrebbe essere dovuto al riferimento giapponese a loro come "cani coreani" ( 狛犬・高麗犬  ) a causa della loro trasmissione dalla Cina attraverso la Corea al Giappone. Potrebbe anche essere dovuto all'errata identificazione delle figure del leone custode che rappresentano alcune razze di cani cinesi come il Chow Chow (鬆獅犬T) o il pechinese (獅子狗T).

## Aspetto

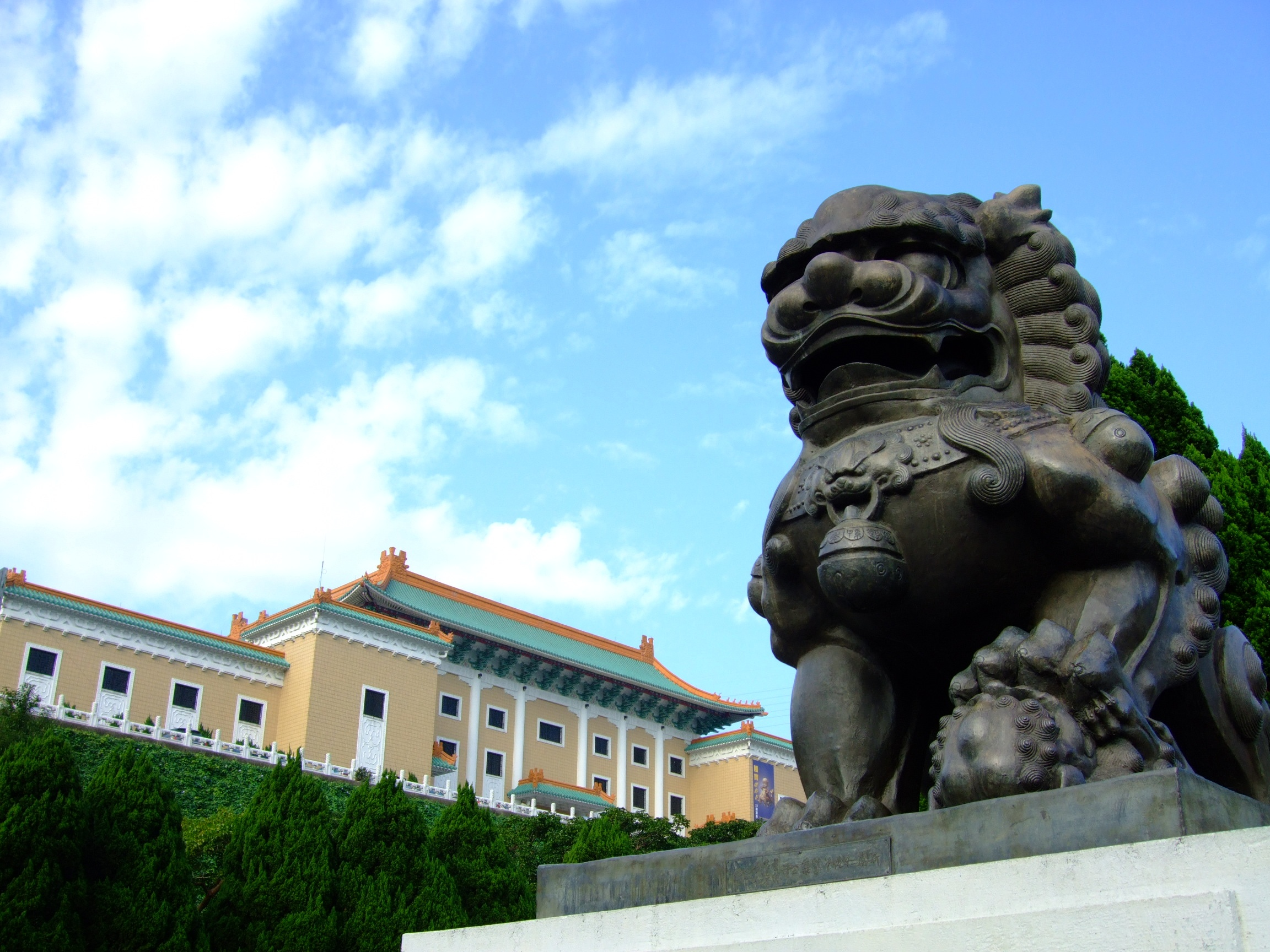
Leone guardiano presso il "National Palace Museum" di Taipei.

I leoni sono tradizionalmente scolpiti in pietre decorative, come marmo e granito o fusi in bronzo o ferro. A causa dell'elevato costo di questi materiali e del lavoro richiesto per produrli, l'uso privato dei leoni custodi era tradizionalmente riservato alle famiglie facoltose o d'élite. In effetti, un simbolo tradizionale della ricchezza o dello status sociale di una famiglia era il posizionamento dei leoni guardiani davanti alla magione. Tuttavia, nei tempi moderni, leoni meno costosi, prodotti in serie in cemento e resina, sono diventati disponibili e il loro uso non è quindi più elitario.
I leoni sono sempre presentati in coppia come manifestazione di yin e yang: la leonessa per lo yin ed il maschio per lo yang. Il maschio ha la zampa anteriore destra su di una sfera apparentemente di stoffa, chiamata "palla ricamata" ( 绣球   ), a volte è scolpita con un motivo geometrico. La femmina è essenzialmente identica ma ha un cucciolo sotto la zampa sinistra a rappresentare il ciclo della vita. Simbolicamente, la leonessa protegge gli abitanti (l'anima vivente interna) e il maschio protegge la struttura (gli elementi materiali esterni) dell'edificio che entrambi sorvegliano. A volte, la femmina ha la bocca chiusa e il maschio aperta a simboleggiare l'enunciazione della parola sacra "om". In Giappone la chiave di lettura è differente: il leone sta inspirando, a rappresentare la vita, e la leonessa sta espirando, a simboleggiare la morte. In alcune raffigurazioni entrambi i leoni stringono tra le zanne una perla, volutamente scolpita di dimensioni adatte a ruotare nel suo alloggio senza poterne uscire.
Secondo il feng shui, il corretto posizionamento dei leoni è importante per garantirne l'effetto benefico. Quando si guarda l'ingresso dall'esterno dell'edificio, di fronte ai leoni, il leone maschio con la palla è sulla destra e la femmina con il cucciolo è sulla sinistra.
I leoni guardiani cinesi mirano a rendere l'idea dell'animale e non la sua vera forma, come invece avviene nell'arte occidentale. Pertanto artigli, zanne e occhi del leone, quali simboli del suo potere, sono enfatizzati laddove invece un artista occidentale avrebbe dato maggior risalto alla naturale possanza fisica della belva.

## Storia
Si ritiene che i leoni asiatici siano quelli raffigurati dai leoni guardiani nella cultura cinese.
Con l'aumento del commercio durante la dinastia Han e gli scambi culturali attraverso la via della Seta, i leoni furono introdotti in Cina dagli antichi stati dell'Asia Centrale dai popoli della Sogdiana, di Samarcanda e dagli Yuezhi ( 月氏 ) sia sotto forma di pelli sia come animali vivi, mentre storie sui leoni venivano veicolate da sacerdoti buddisti e viaggiatori del tempo.

Diversi leoni regalati da emissari di potentati dell'Asia Centrale sono stati registrati nel c.d. Libro degli Han successivi ( 後漢書 ) scritto tra il 25 e il 220 d.C. In un particolare evento, nell'undicesimo mese lunare dell'87 d.C., "un inviato dalla Partia offrì in omaggio un leone e uno struzzo" alla corte Han. Il leone venne poi associato dagli Han a creature venerate dai loro antenati: fu in particolare il monaco Huilin (慧琳) a sostenere che "il mitico Suan-ni ( 狻猊 ) è in realtà il leone, proveniente dal Xiyu"( 狻猊即狮子也，出西域 ). 

La simbologia buddista, già nel 208 a.C., veicolò in Cina l'idea del leone quale protettore del dharma. A poco a poco, le belve divennero quindi guardiane del dharma imperiale cinese essendo oltretutto creature d'indubbia maestosità che potevano ben figurare davanti ai palazzi imperiali.
Esistono vari stili di leoni guardiani che riflettono influenze di diversi periodi, dinastie imperiali e regioni della Cina. Questi stili variano nei loro dettagli artistici e ornamenti così come nella rappresentazione dei leoni, a volte feroci e a volte sereni. 

Sebbene la forma del leone guardiano cinese sia stata mutevole nella storia della Cina, aspetto, posa e accessori vennero standardizzati e formalizzati durante le dinastie Ming e Qing nella forma ancora attuale oggi.

## Galleria d'immagini

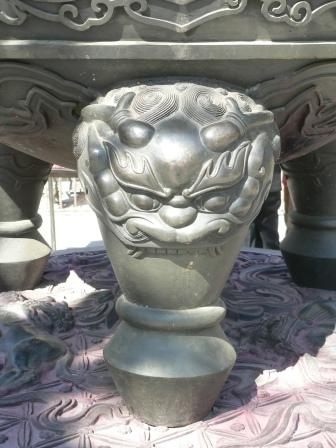
Un suanni simile a un leone raffigurato sulla gamba di un bruciaprofumi.
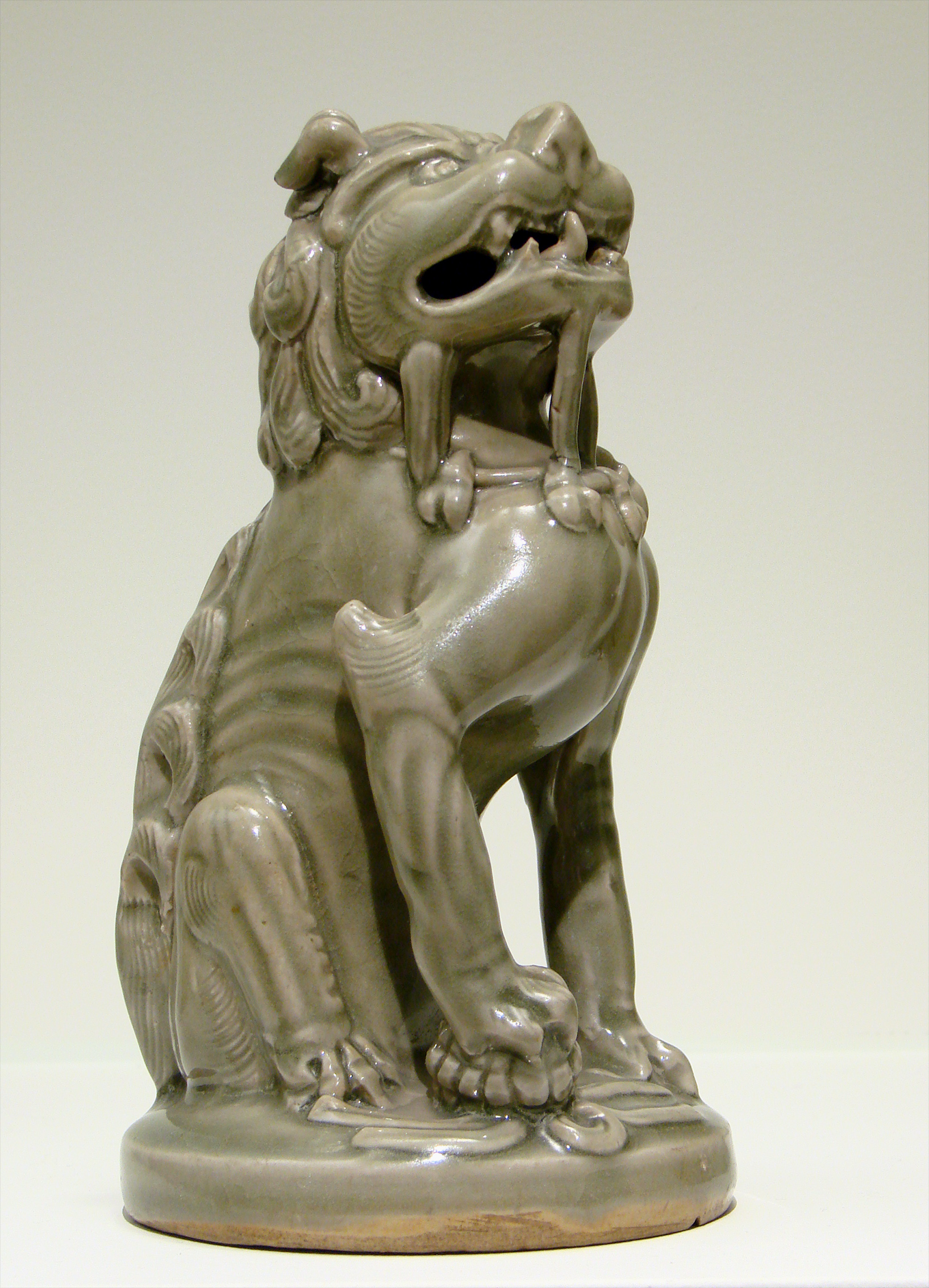
Statua del leone seduto, celadon, XI-XII secolo, dinastia Song.
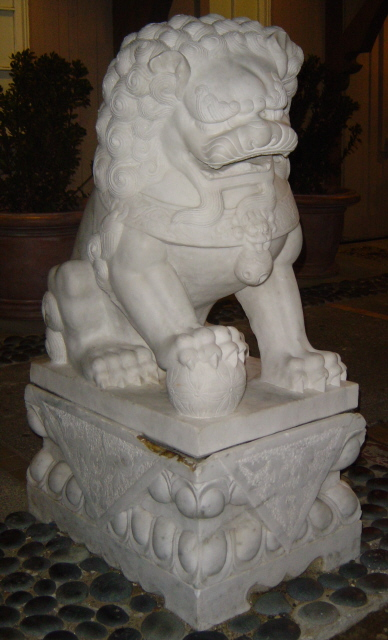
Uno shi di pietra.
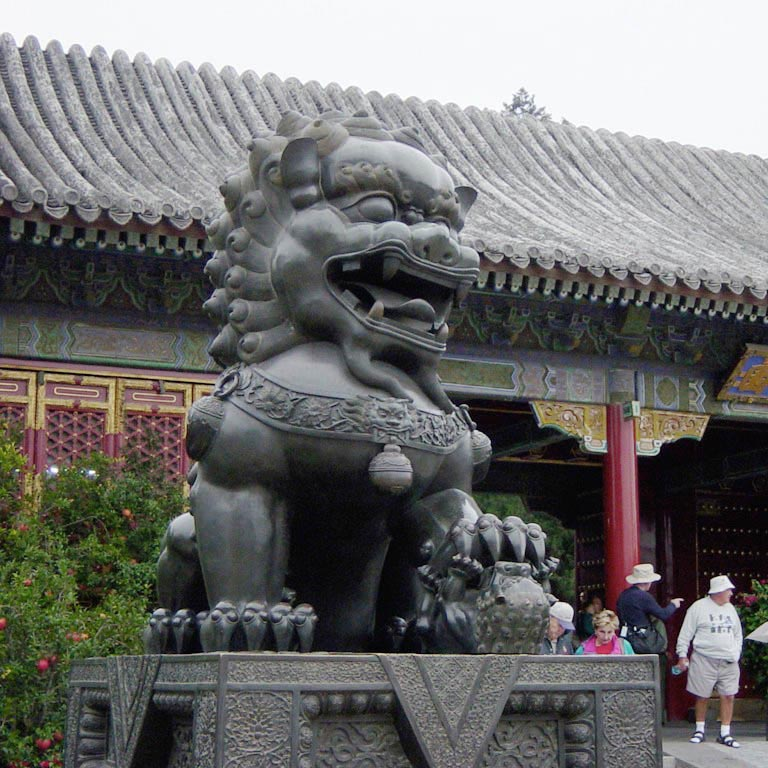
Leone femminile guardiano con il suo cucciolo al Palazzo d'Estate (Pechino) - tarda dinastia Qing, ma in stile Ming.
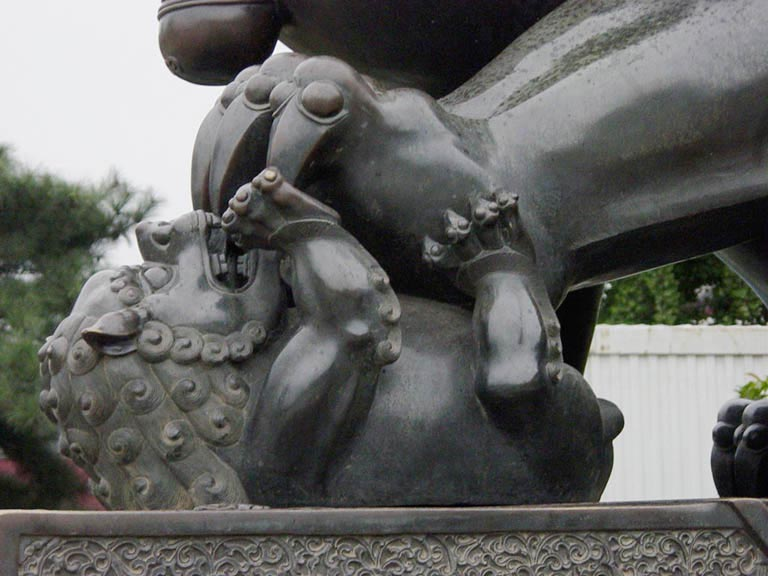
Dettaglio del cucciolo.
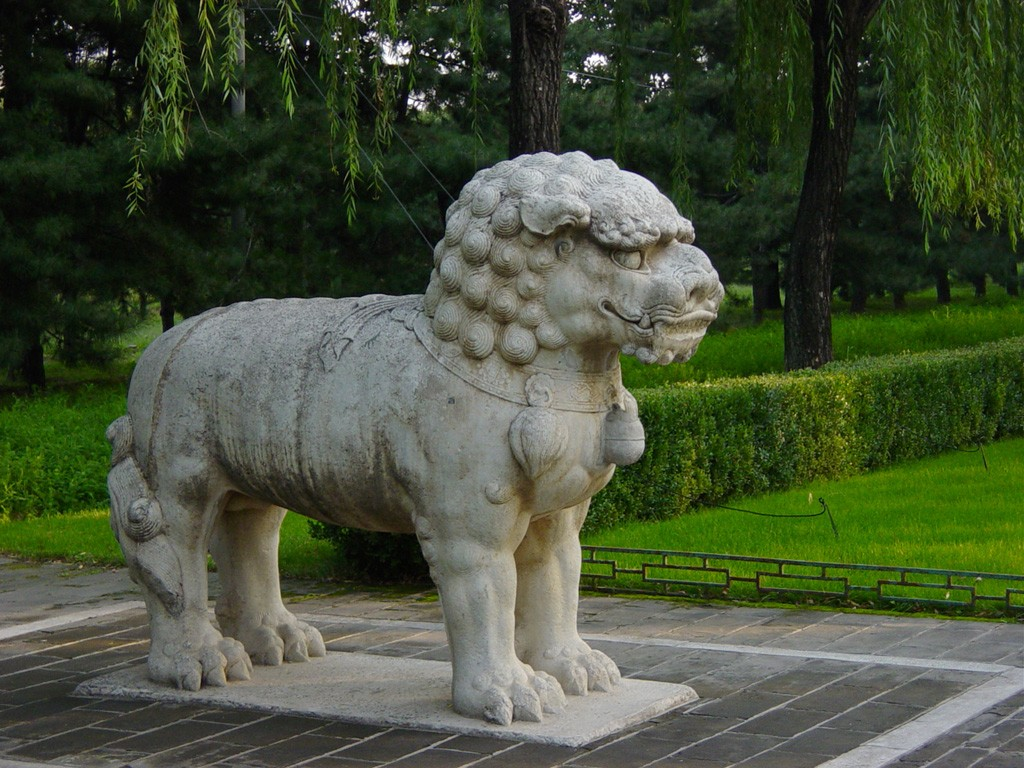
Leone in piedi presso la "via dello spirito" delle tombe della dinastia Ming.
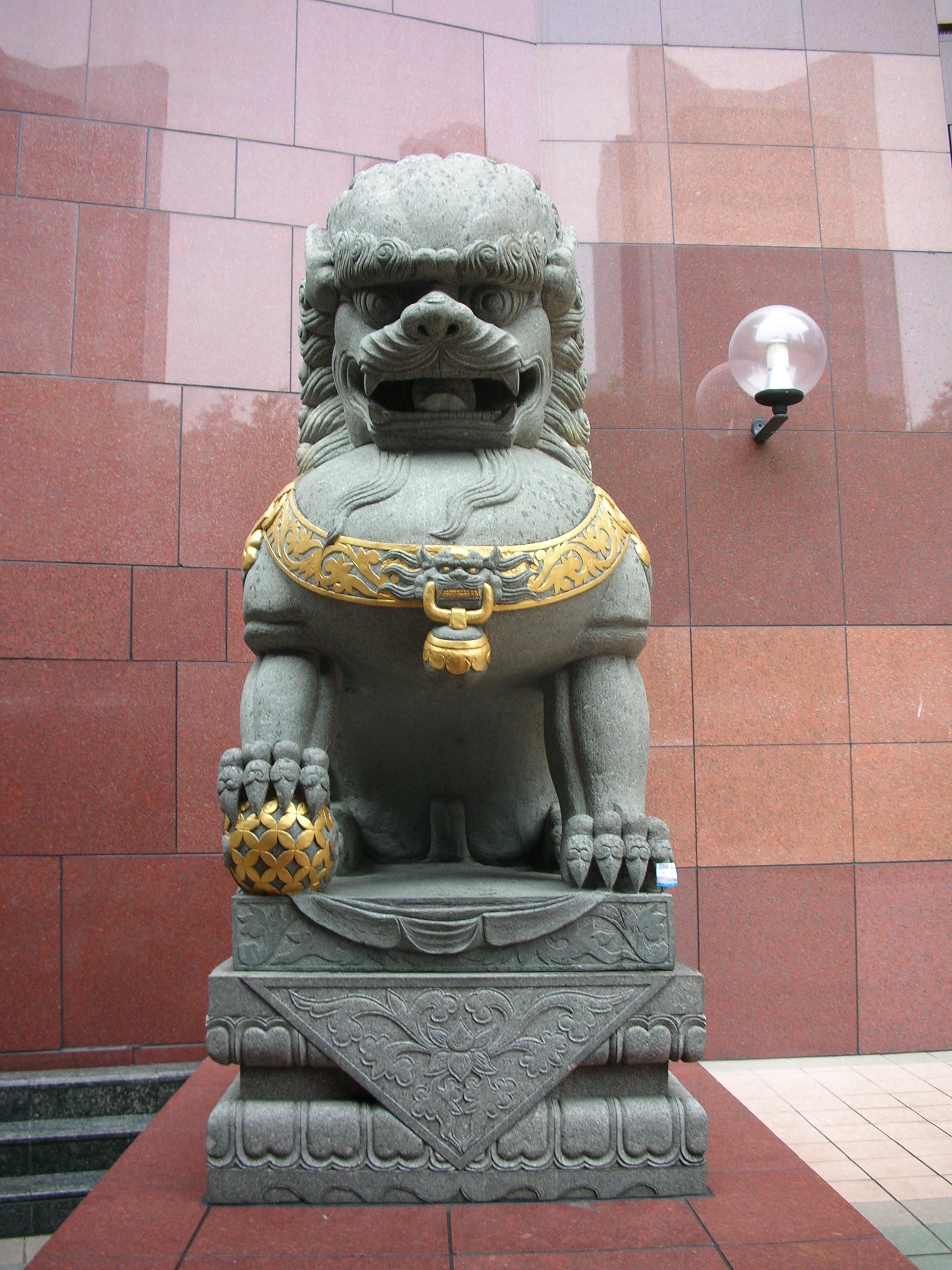
Leone imperiale del guardiano fuori di Ngee Ann City (Singapore).
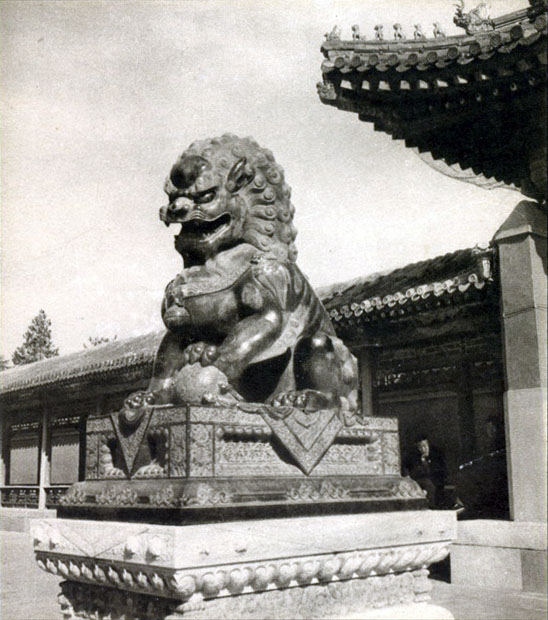
Statua di un mistico leone cinese guardiano nella vecchia Pechino.
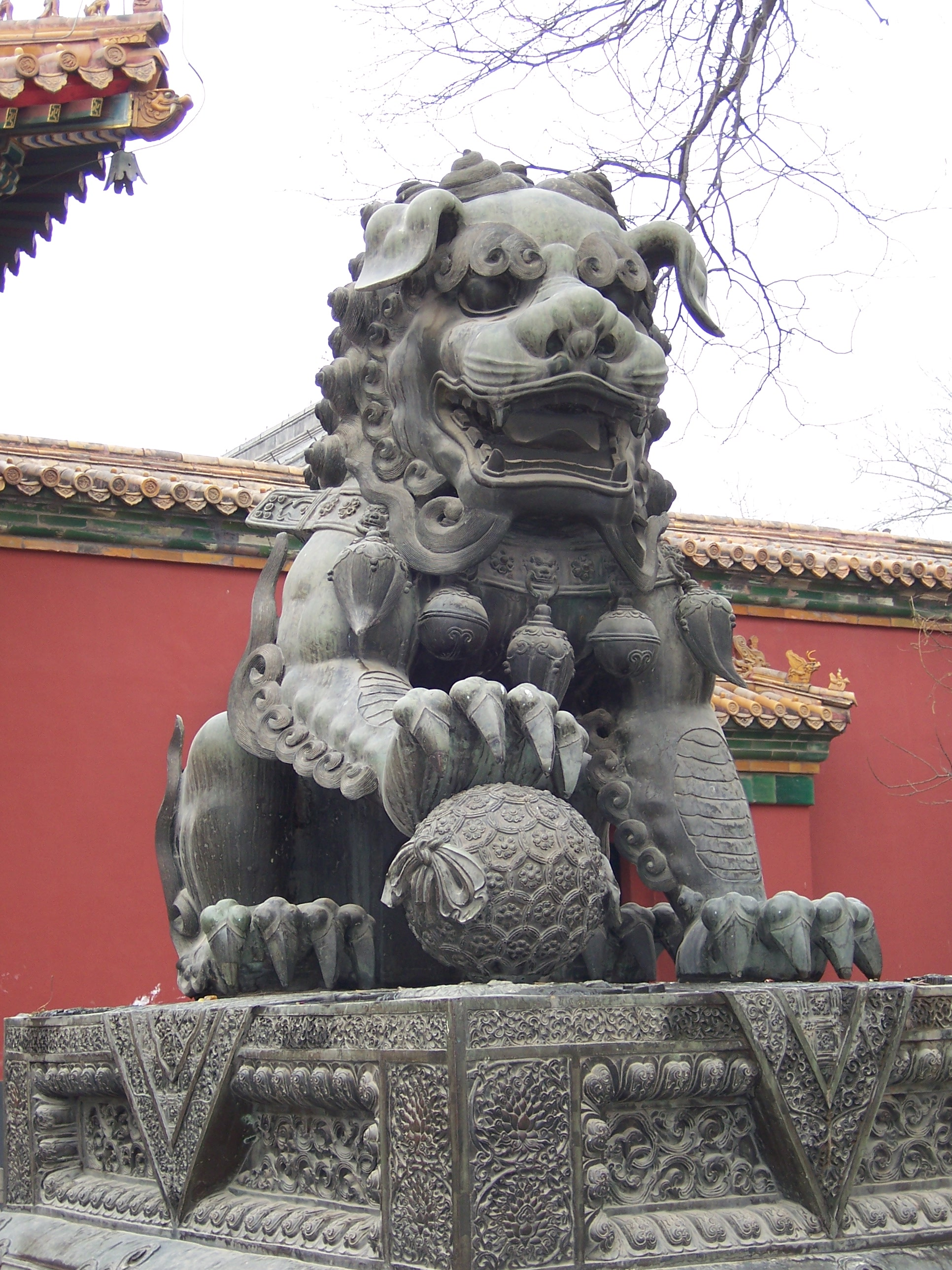
Un leone guardiano fuori dal monastero-tempio Yonghe Gong (Pechino).
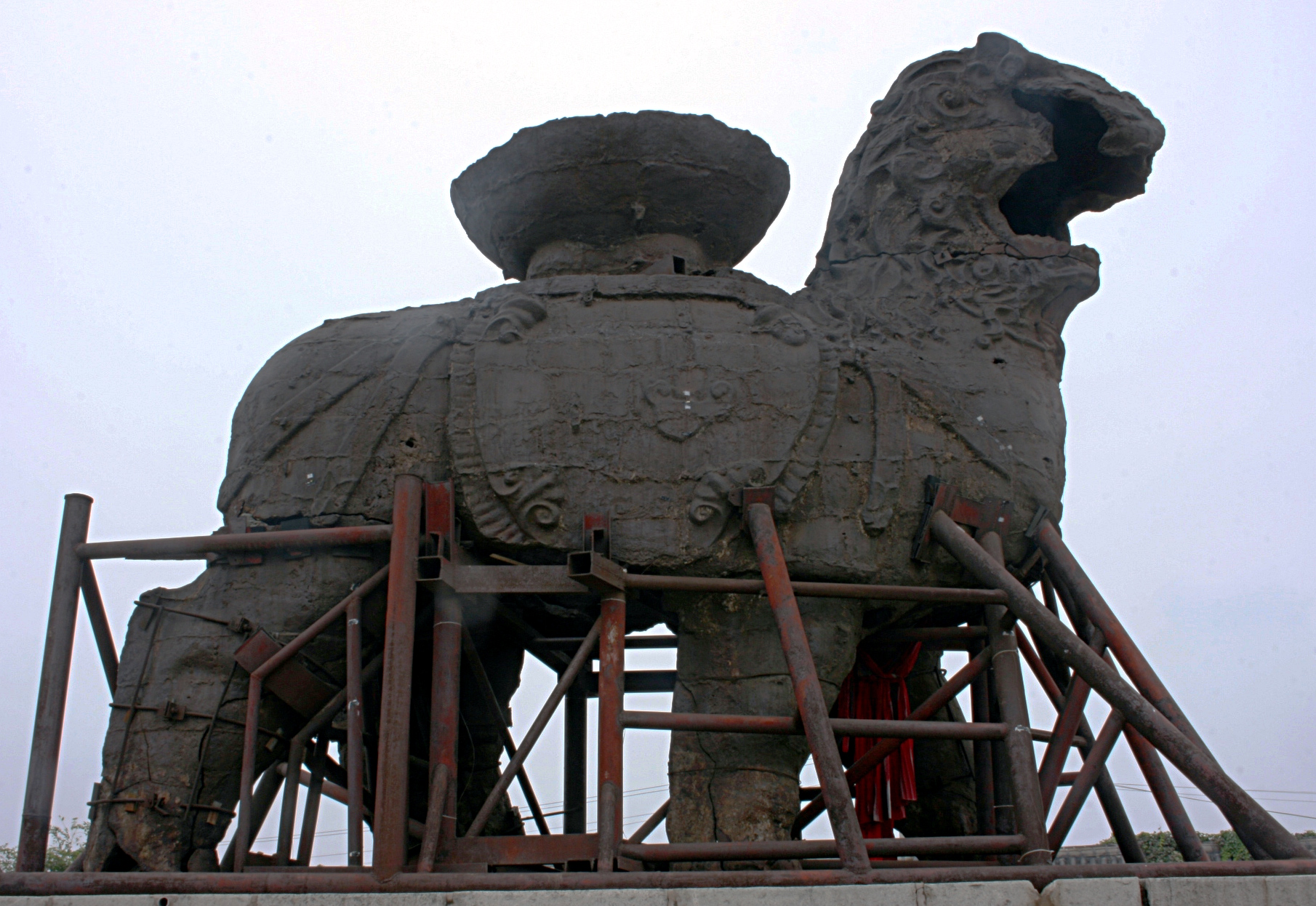
Il leone di ferro di Cangzhou, lanciato nel 953 d.C., è la più grande opera d'arte in ghisa esistente in Cina.
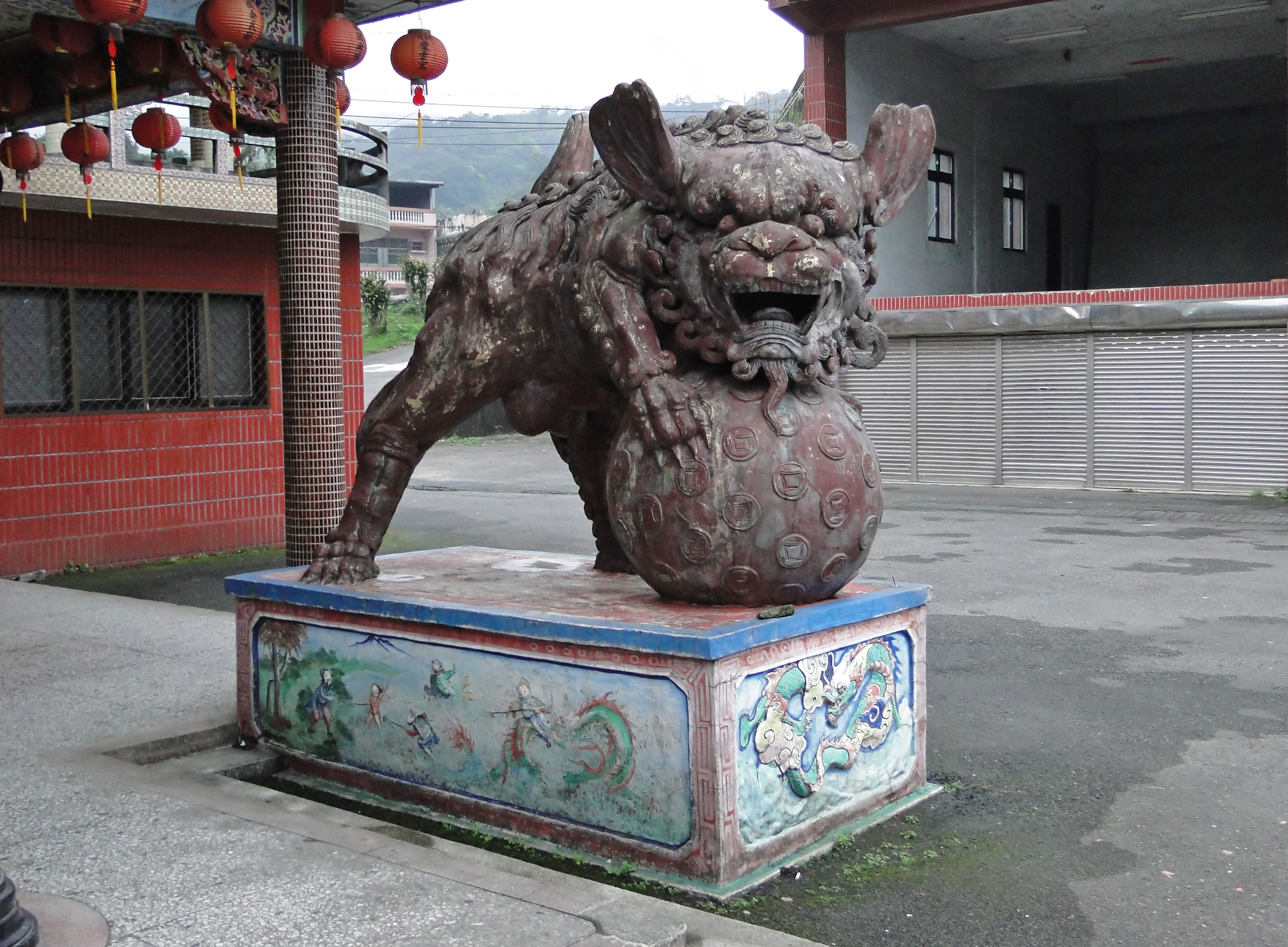
Un leone guardiano nel distretto di Pingxi, Taiwan.
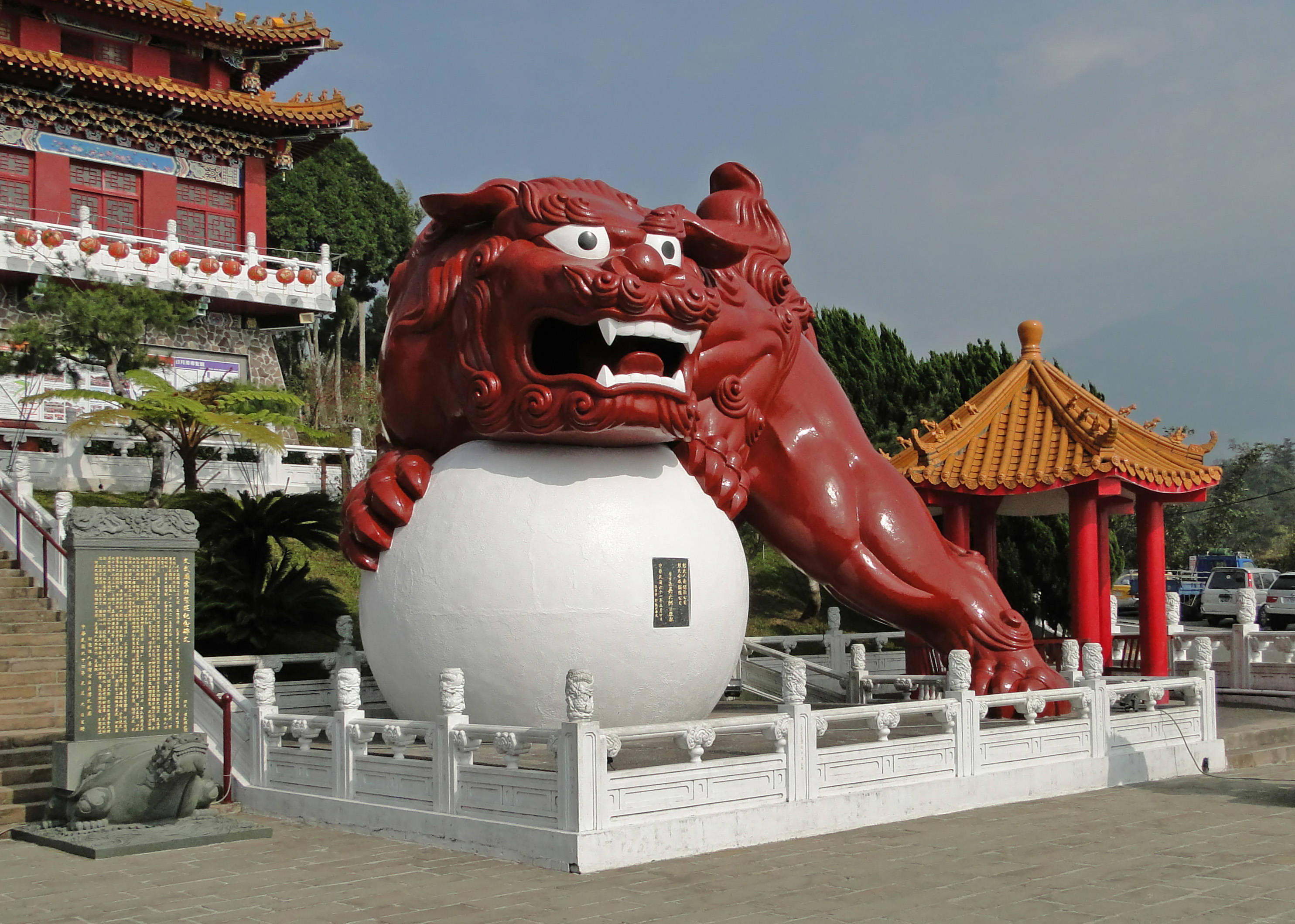
Un leone custode del tempio di Wen Wu, Taiwan.
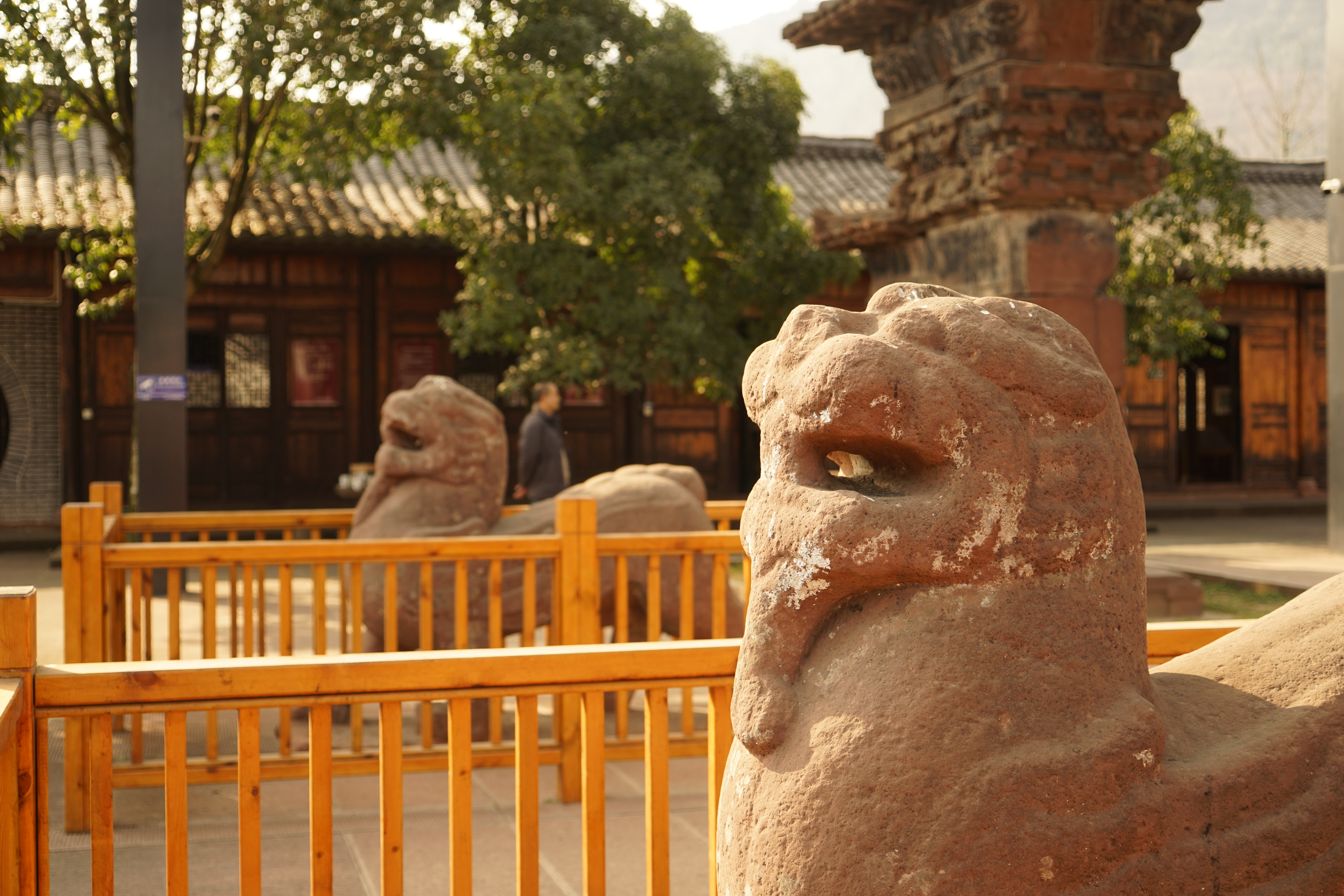
Una coppia di leoni guardiani di Gaoyi Que, 209 d.C. Dinastia Han.
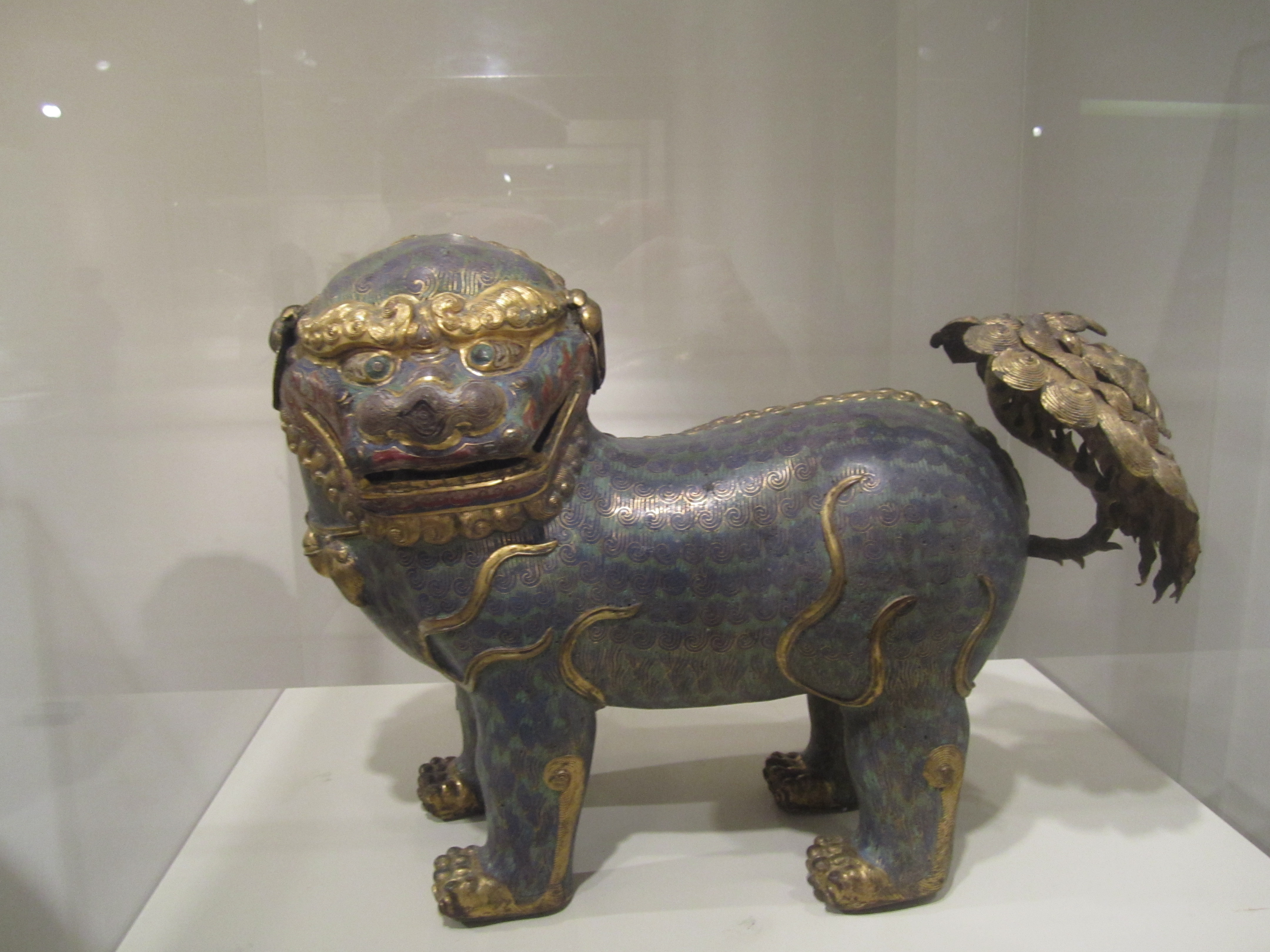
Leone Guardiano, Brooklyn Museum, New York City.
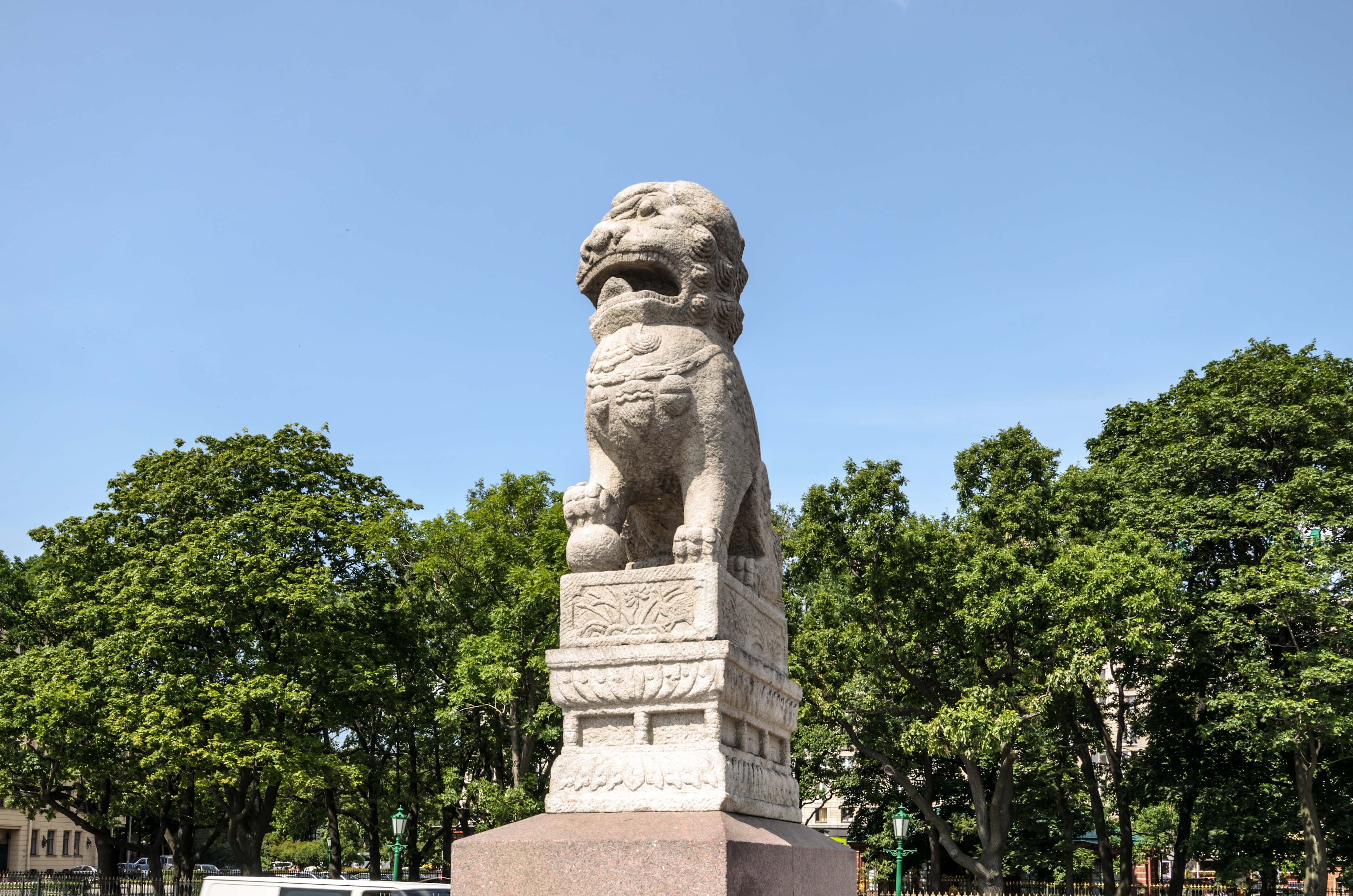
Leone Guardiano, San Pietroburgo (Russia).

## Riferimenti letterari
- Nel romanzo White Magic di Albert E. Cowdrey, il protagonista ha un leone/cane "foo" che funge da "famiglio" e si anima, quando necessario, per proteggere lui e i suoi vicini.
- Negli spin-off pianificati dei fumetti basati sulla serie animata Gargoyles della Disney TV, il gargoyle "timedancing" Brooklyn riceve una bestia gargoyle leonina dalla pelle verde che è chiamata "fu-dog" dal nome occidentale della statua del leone guardiano.
- I leoni di pietra compaiono in un noto scioglilingua cinese: 四是四，十是十，十四是十四，四十是四十，四十四只石狮子是死的    .
- Nella serie The Dresden Files di Jim Butcher, il protagonista Harry Dresden entra in possesso di un "Tibetan Temple Dog", spesso definito anche Foo Dog o Foo Spirit. Chiamato "Mouse", è raffigurato come un mastino insolitamente grande dall'intelligenza umana, notevole capacità di recupero e forza, nonché la capacità di percepire e attaccare gli spiriti e gli esseri non corporei.
- Nel romanzo Nobody's Fool di Richard Russo, Miss Beryl Peoples possiede un "cane da caccia" a due teste che ha acquistato mentre viaggiava in Oriente. La signorina Beryl afferma che è un cane "foo" perché il cane dice "Foo on you!" quando non approva le azioni di una persona.